# Réginald Dortomb

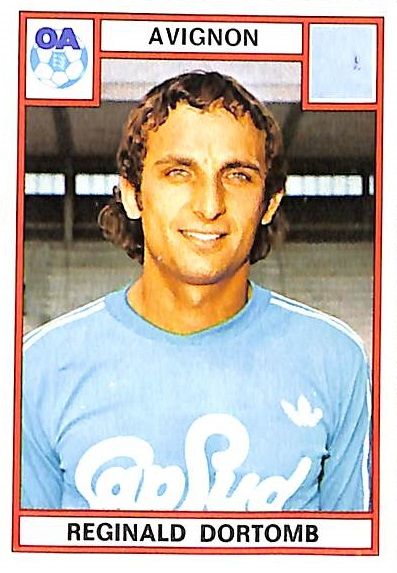
Saison 1975-1976

Réginald Dortomb est un footballeur français, né le 13 septembre 1945 à Tourcoing (Nord). Il fut un remarquable buteur.

## Biographie
Réginald Dortomb a disputé 283 matches en Division 1 et marqué 70 buts dans ce championnat.
Il a terminé 9e du classement des buteurs lors de la saison 1970-71 en inscrivant 16 buts sous les couleurs de l'AC Ajaccio.

## Carrière
- US Fécamp.
- 1964-1966 : FC Rouen.
- 1966 : AS Cherbourg.
- 1966-1969 : FC Rouen.
- 1969 : Girondins de Bordeaux.
- 1969-1970 : Nîmes Olympique.
- 1970-1972 : AC Ajaccio[2].
- 1972-1974 : Stade rennais[3].
- 1974-1976 : Olympique avignonnais.
- 1977-1978 : Le Havre AC[4].